# 퐁당
퐁당(프랑스어: fondant)은 설탕 기반 아이싱이다. 케이크 등 후식 겉면에 쓰인다. 설탕 시럽을 114~116°C까지 끓였다가 75°C까지 식힌 뒤, 과포화 상태의 용액을 휘저어 고운 결정을 생성시킨 뒤, 푸슬푸슬한 고체가 되면 매끄러워질 때까지 치대어 반죽한 다음 하룻밤 정도 그대로 뒀다가 사용한다. 퐁당을 가열하면 부드러워져 아이싱으로 사용할 수 있다.

## 사진

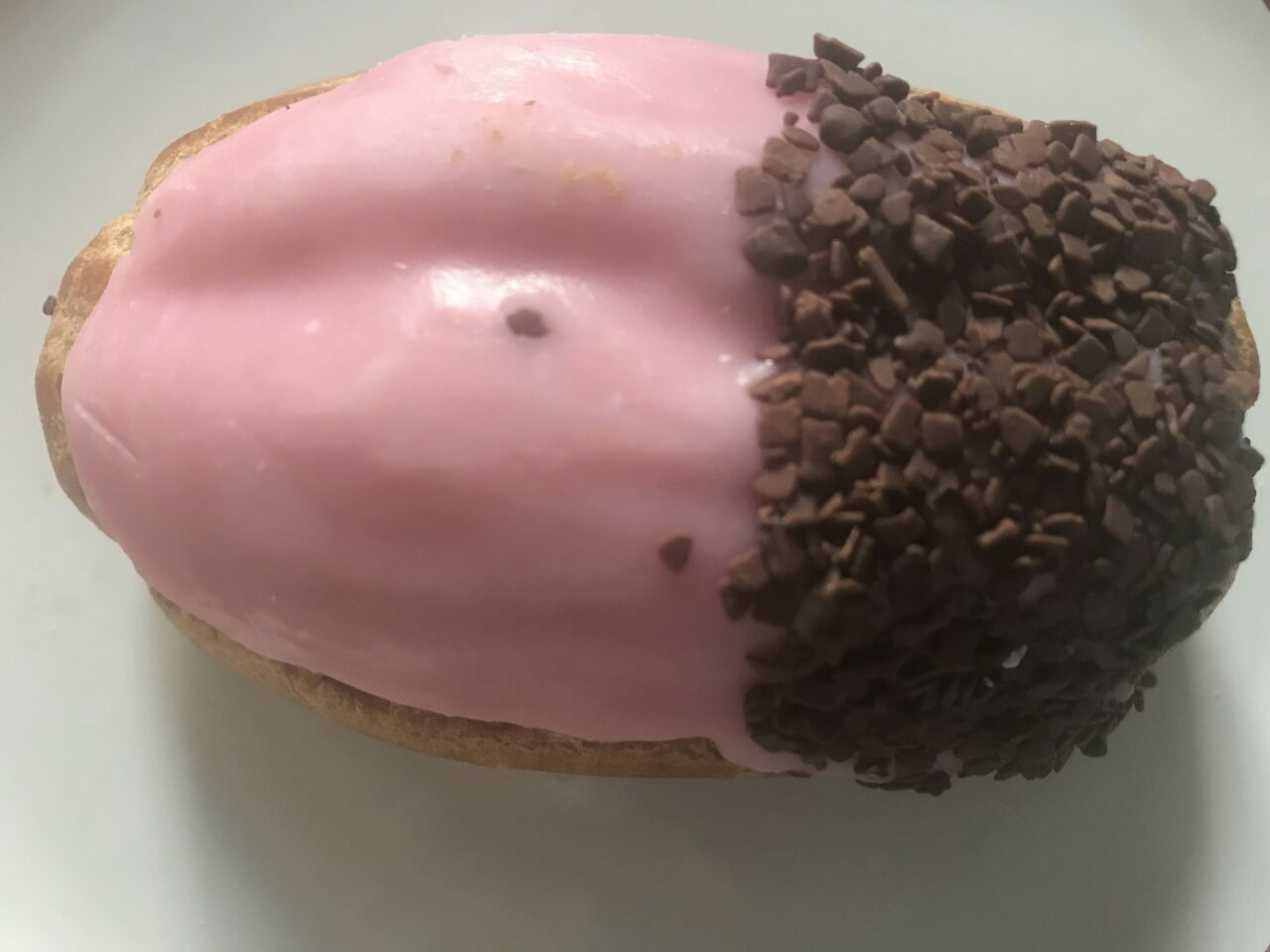
딸기 퐁당으로 아이싱한 살랑보
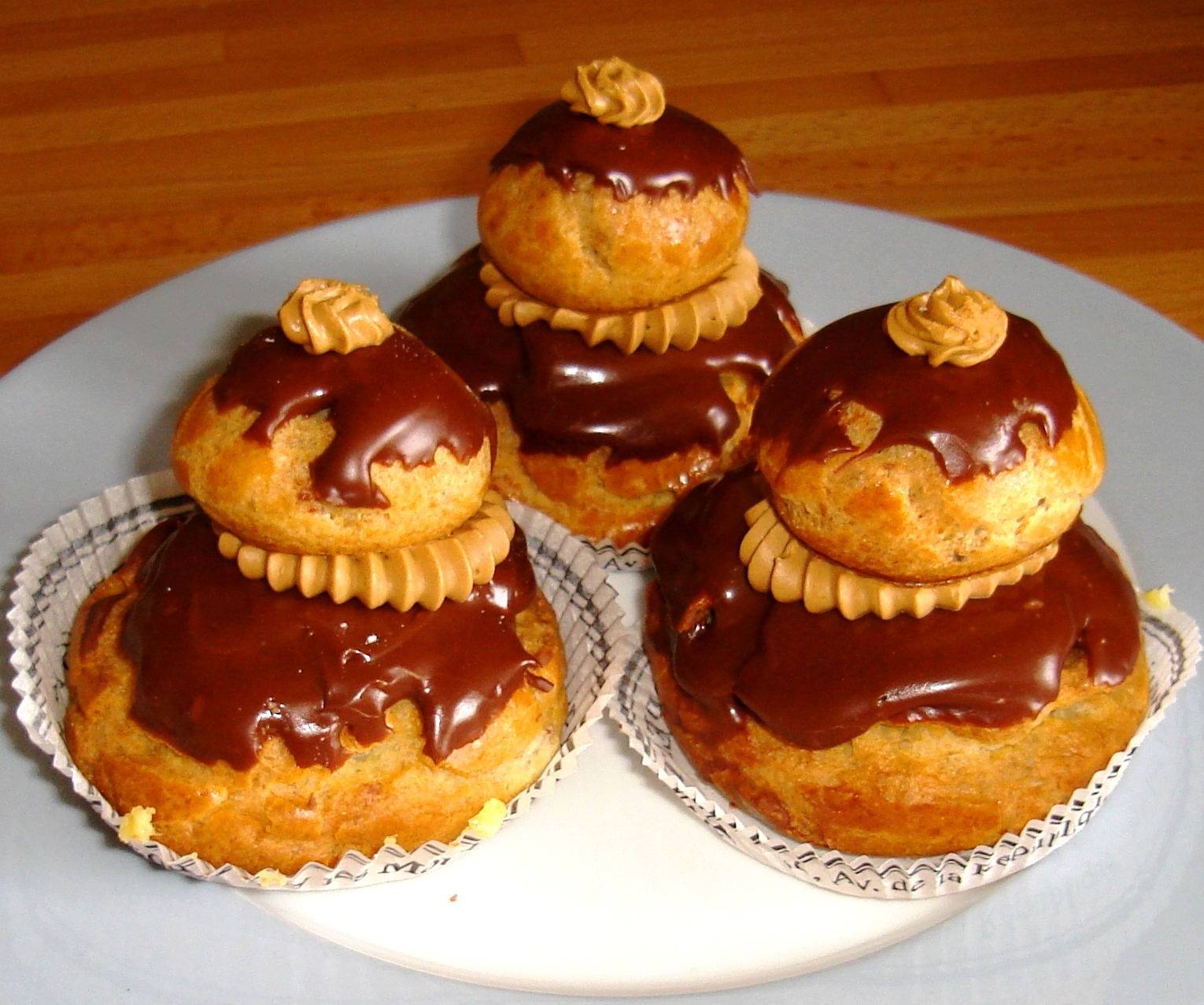
초콜릿 퐁당으로 아이싱한 렐리지외즈
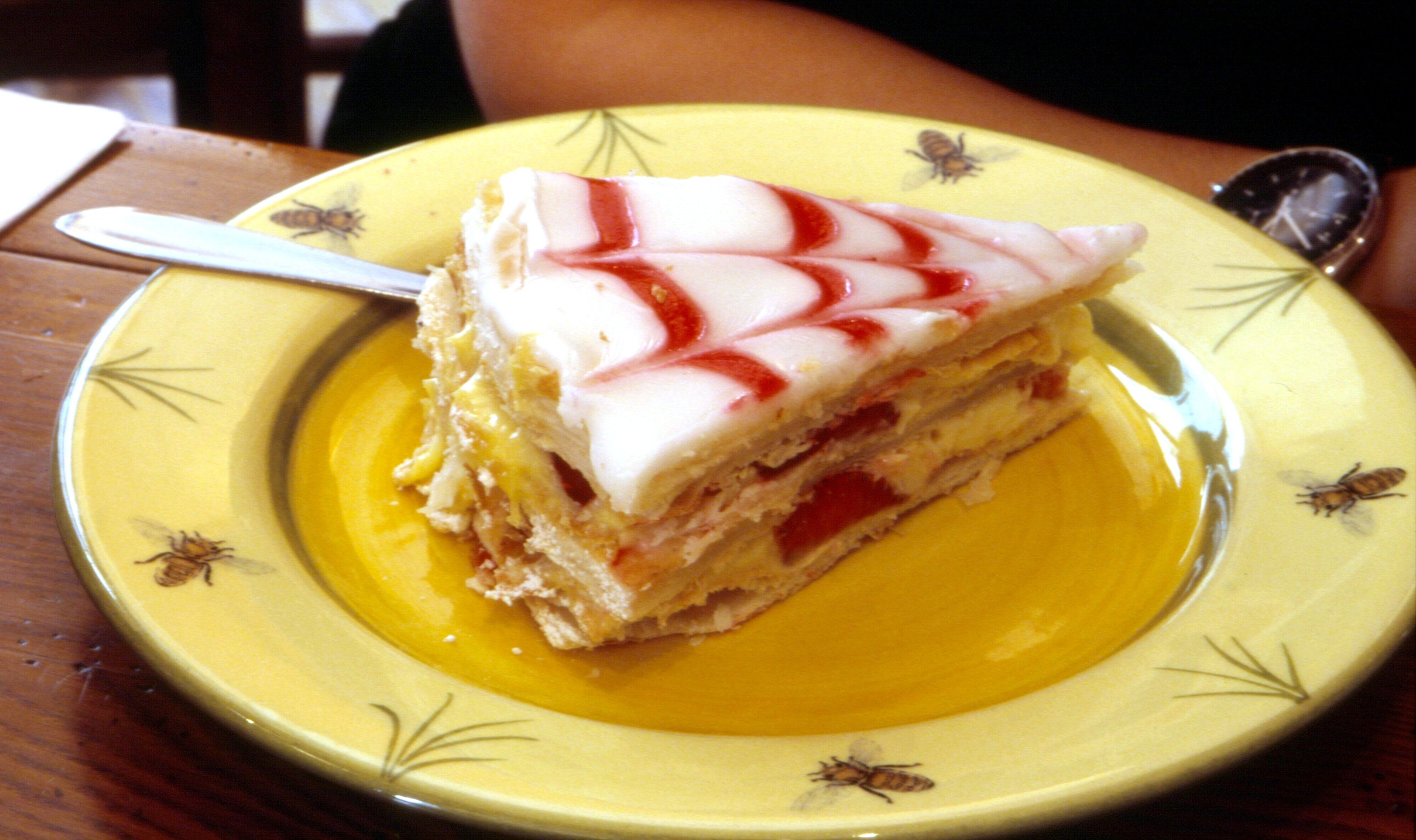
흰 퐁당으로 아이싱한 밀푀유

## 같이 보기
- 검 페이스트